# Iwona Hofman
Iwona Hofman (ur. 1960 w Lublinie) – medioznawca, politolog, mecenas nauki i kultury.

## Życiorys
Tytuł magistra uzyskała w 1987 roku w Wyższej Szkole Pedagogicznej im. Jana Kochanowskiego w Kielcach. Stopień naukowy doktora – w 1999 roku na Wydziale Nauk Społecznych Uniwersytetu im. Adama Mickiewicza na podstawie rozprawy pt. Dwugłos o PRL. Dzienniki Stefana Kisielewskiego i Mariana Brandysa. Stopień doktora habilitowanego – w 2004 roku w dyscyplinie nauki o polityce, specjalność prasoznawstwo, także w UAM tytuł rozprawy habilitacyjnej „Ukraina, Litwa, Białoruś w publicystyce paryskiej Kultury”. Tytuł profesora nauk humanistycznych otrzymała w 2010 roku.
Autorka 16 monografii, redaktorka 15 książek naukowych, współautorka serii wydawniczej „Współczesne media” (30 tomów) i 6 monografii, ponad 170 artykułów naukowych w czasopismach polskich i zagranicznych.
Kierownik kilku grantów krajowych, kierownik i uczestniczka projektów międzynarodowych.
Główne zainteresowania badawcze: historia emigracji powojennej, szczególnie Instytutu Literackiego i „Kultury”, myśl i publicystyka polityczna, historia mediów, teorie komunikacji społecznej, studia nad dziennikarstwem.
W latach 2000–2004 adiunkt w Wyższej Szkole Zarządzania i Bankowości w Poznaniu.
Od 1 października 2004 roku pracownik Wydziału Politologii Uniwersytetu Marii Curie-Skłodowskiej w Lublinie (obecnie Wydział Politologii i Dziennikarstwa).
Od 2010 roku kierownik Pracowni Badań nad Instytutem Literackim w Paryżu.
W latach 2012–2016 prodziekan Wydziału Politologii ds. studenckich. W latach 2016–2019 dziekan Wydziału (jako pierwsza kobieta na tym stanowisku i ostatni dziekan z wyboru). Podczas tej kadencji Wydział zmienił nazwę na Politologii i Dziennikarstwa, po uzyskaniu w 2018 roku pełnych praw akademickich w dyscyplinie nauki o mediach. Prof. Hofman jest twórczynią ośrodka medioznawczego w UMCS.
Od 2019 roku dyrektor Instytutu Nauk o Komunikacji Społecznej i Mediach i przewodnicząca Rady Dyscypliny.
Inne funkcje w UMCS:
- przewodnicząca Komisji Dyscyplinarnej ds Studenckich w latach 2012–2016,
- członek Rady Programowej Akademickiego Centrum Kultury „Chatka Żaka” w latach 2008–2020,
- członek Senackiej Komisji ds Dydaktyki i Wychowania w latach 2012–2016,
- członek Uczelnianego Zespołu ds Jakości Kształcenia w latach 2012–2016,
- członek Senatu w latach 2016–2019,
- członek Komisji Rektorskiej ds Nagród i Odznaczeń w latach 2016–2019,
- członek Senackiej Komisji Badań Naukowych od 2016,
- członek Rady Programowej Międzykierunkowych Indywidualnych Studiów Humanistycznych w latach 2012–2015.

W 2006 roku visiting profesor w Centrum Badań Historii Współczesnej w Poczdamie.
W latach 2012–2018 profesor Uniwersytetu im. św. Cyryla i Metodego w Trnawie (Słowacja), gwarant jakości kształcenia na kierunku komunikacja masowa, przewodnicząca lub członek komisji doktorskich. Była ekspertem Uniwersytetu Narodowego im. Tarasa Szewczenki w Kijowie i Narodowego Programu foresight Polska 2020.
Udział w towarzystwach naukowych i stowarzyszeniach:
- członek założyciel Polskiego Towarzystwa Komunikacji Społecznej i członek Zarządu od 2007 roku, wiceprezes PTKS w latach 2010–2013, prezes PTKS od 2013 roku,
- przewodnicząca sekcji Studia nad Dziennikarstwem PTKS w latach 2010-2022,
- członek Polskiego Towarzystwa Edukacji Medialnej w latach 2015–2020,
- członek Polskiego Towarzystwa Nauk Politycznych od 2005 roku,
- przewodnicząca oddziału PTNP w Lublinie w latach 2005–2009,
- członek International Communication Association od 2013 roku,
- członek Forum Polsko-Ukraińskiego od 2012 roku,
- członek Zarządu Towarzystwa Instytutu Europy Środkowo-Wschodniej od 2006 roku,
- członek Rady Naukowej IEŚW w latach 2015–2018,
- członek Rady Programowej Kongresu Obywatelskiego w latach 2013–2018,
- członek Forum Kobiet Lublina od 2016 roku,
- członek Stowarzyszenia Kobiet XXI wieku od 2012 roku,
- członek Komisji Bibliograficznej PAU od 2022roku.

Funkcje w Polskiej Akademii Nauk:.
- członek komisji XVI Politologii i Stosunków Międzynarodowych, oddział PAN w Lublinie w latach 2007–2019,
- członek Prezydium Rady Towarzystw Naukowych przy Prezydium PAN w latach 2016–2019,
- przewodnicząca RTN od 2019 roku,
- przewodnicząca Komitetu Nauk o Komunikacji Społecznej i Mediach PAN w latach 2021-2022,2024-2027,
- członek Prezydium Komitetu Nauk o Polityce PAN w latach 2016–2019,
- członek Prezydium Komitetu Nauk o Polityce i Administracji PAN od 2019 roku,
- przewodnicząca Komisji komunikowania o polityce w KNoP w latach 2016–2019 i w KNoPiA w latach 2019-2023,
- zastępca przewodniczącego Rady Przewodniczących Komitetów PAN w kadencji 2019–2022.

Funkcje inne:
- członek Rady Doskonałości Naukowej w kadencji 2019–2023 z nominacji Senatów Uniwersytetu Marii Curie-Skłodowskiej, Uniwersytetu Warszawskiego, Uniwersytetu Jagiellońskiego, Uniwersytetu im. Adama Mickiewicza w Poznaniu i w kadencji 2024-2027,
- członek RDN w kadencji 2024 -2028,
- zastępca przewodniczącego Zespołu Nauk Społecznych RDN w kadencji 2019–2023.

Uczestnictwo w kapitułach:
- sekretarz Nagrody Naukowej im. Jerzego Giedroycia od 2010 roku,
- przewodnicząca Kapituły Stypendium im. Leopolda Ungera od 2013 roku,
- współtwórca i przewodnicząca Kapituły Akademickiego Lauru Dziennikarskiego od 2014 roku,
- członek Kapituły konkursu Akademickiego im. Bpa Jana Chrapka w latach 2016-2021,
- członek Kapituły Nagrody im. Pawła Stępki od 2017 roku,
- współtwórca i przewodnicząca Kapituły Nagrody im. Kornela Jakubowicza od 2018 roku,
- członek Kapituły Nagrody Prezydenta m. Lublin w dziedzinie kultury w latach 2020, 2021, 2022, 2024.

Inne:
- współtwórca i członek projektu Roztocze – Wschód Kreatywności oraz Centrum Języka Polskiego w Szczebrzeszynie, od 2018 roku.
- przewodnicząca Rady Programowej Festiwalu Języka Polskiego, od 2021,
- członek Rady Programowej Fundacji Służby Rzeczypospolitej od 2020 roku.

Udział w radach programowych czasopism:
- „Archiwum Emigracji”, Toruń od 2012 roku,
- „Media i społeczeństwo”, Wyd. Akademii Techniczno-Humanistycznej w Bielsku-Białej od 2011 roku,
- „Nowe Media”, UMK, Toruń, od 2010 roku,
- „Polish Political Science Yearbook” od 2016 roku (redaktor sekcji Media and Policy),
- „Kognitywistyka i Edukacja Medialna” w latach 2016–2019,
- „Central European Journal Of Communication” w latach 2007–2019,
- „Communication Today” w latach 2014–2018,
- „Reviews Board Media Literacy and Academic Research” (Trnava) od 2019 roku,
- „Media, Biznes, Kultura”, UG, od 2016 roku.

Udział w radach programowych serii wydawniczych:
- „Wydawnictwo Unikat 2”, Katowice, od 2012 roku,
- „Media dawne i współczesne”, WNPiDUAM w latach 2008–2011,
- „Oblicza mediów”, Wyd. A. Marszałek, od 2009 roku, przewodnicząca,
- „Komunikacja społeczna-komunikacja medialna-komunikacja sieci”, Wyd. A. Marszałek, od 2019 roku.

Nagrody:
- Kobieta Roku w kategorii Nauka Kongresu Kobiet, 2010 r.
- Kobieta Przedsiębiorcza („Dziennik Wschodni”), 2013
- Lublinianka Roku, 2015
- Kobieta na Medal („Gazeta Wyborcza”), 2014
- Medal Prezydenta m. Lublin, 2016
- Medal 700 lecia Lublina, 2017
- Medal 450. lecia Unii Lubelskiej, 2019
- Bene Meritus Terrae Lublinensi w kategorii Nauka, 2019
- członek honorowy Towarzystwa Naukowego Płockiego, 2020
- tytuł Ambasadora Wschodu w kategorii nauka, 2021
- Medal Zasłużony dla Miasta Lublina, 2022
- Medal 550-lecia Województwa Lubelskiego, 2024
- Medal Wschodniej Fundacji Kultury Akcent, 2024,
- Nagroda Angelus Kultury Medialnej, 2024
- Ambasador Kultury Studenckiej, 2024
- Medal 100.lecia Uniwersytetu Poznańskeigo, 2022
- Medal 100.lecia Gdańskiego Towarzystwa Naukowego, 2022
- Medal Towarzystwa Muzycznego im.Henryka Wieniawskiego w Lublinie, 2018
- nominacja do Nagrody im.Jerzego Giedroycia „Rzeczypospolitej”, 2020, 2021
- Medal Komisji Edukacji Narodowej, 2013
- Brązowy Krzyż Zasługi[4], 2007
- Srebrny Krzyż Zasługi[5], 2011
- Złoty Krzyż Zasługi[6], 2020

Mecenat
- 2018 dar kolekcja Iwony i Ireneusza Hofmanów dla Zamku Lubelskiego (obrazy i zegary, m.in. Jacka Malczewskiego, Stanisława Wyspiańskiego, Leona Wyczółkowskiego, Józefa Simmlera, Juliana i Wojciecha Kossaków)
- finansowanie publikacji, książek, stypendiów związanych z kontynuacją dzieła Jerzego Giedroycia,
- ufundowanie nagrody Człowiek Słowa i statuetki Chrząszcza dla Wiesława Myśliwskiego, Festiwal Języka Polskiego, 2019

Promotor 19 doktoratów, wielokrotny recenzent doktoratów, habilitacji i profesur.
Promotor doktoratów honoris causa Jerzego Pomianowskiego (2011) i prof. Adama Daniela Rotfelda (2016), Mariana Turskiego (2022), Anne Applebaum (2024); recenzent dhc prof. Marcelego Kosmana (UO 2017), inicjatorka nadania dhc Leopoldowi Ungerowi (2009).
Od 2010 roku corocznie nagrody Rektora UMCS (indywidualne 1 lub 2 stopnia).
W latach 2004 -2021 opiekun Studenckiego Koła Dziennikarskiego.
Tytuł Homo Didacticus UMCS, 2022.

## Wykaz publikacji
- Monografie, rozprawy:
  1. Dwugłos o PRL-u. Dzienniki polityczne Stefana Kisielewskiego i Mariana Brandysa, Wyd. UMCS, Lublin 2000, ss. 338.
  2. Zjednoczona Europa w publicystyce paryskiej „Kultury”, Wyd. Morpol, Lublin 2001, ss. 126.
  3. Ukraina, Litwa, Białoruś w publicystyce paryskiej „Kultury”, Wyd. Forum Naukowe, Poznań 2003, ss. 323.
  4. Szkice o paryskiej „Kulturze”, Wyd. A. Marszałek, Toruń 2004, ss. 250.
  5. Szkice o paryskiej „Kulturze”, Wyd. A. Marszałek, Toruń 2005, wyd. II, ss. 250.
  6. Polityka, media, społeczeństwo. Studia i szkice, Wyd. A. Marszałek, Toruń 2007, ss. 249.
  7. I. Hofman (red.), „Kultura” paryska. Twórcy, dzieło, recepcja, Wyd. UMCS, Lublin 2007, ss. 235
  8. I. Hofman (red.), Udało mi się mieć ciekawe życie. Księga Jubileuszowa Leopolda Ungera, Wyd. UMCS, Lublin 2008, ss. 263.
  9. Polska, Niemcy, Europa. Program zachodni paryskiej „Kultury”, Wyd. UMCS, Lublin 2009, ss. 404
  10. I. Hofman (red.), Współczesne media: status, aksjologia, funkcjonowanie, Wyd. UMCS, Lublin 2009, t. 1, ss. 482, t. 2, ss. 336.
  11. I. Hofman, L. Unger (red.), Teczki Giedroycia, Wyd. UMCS, Instytut Literacki w Paryżu, Lublin 2010, ss. 352.
  12. I. Hofman (red.), Współczesne media, wolne media?, Wyd. UMCS, Lublin 2010, t. 1, ss. 265, t. 2, ss. 196, t. 3, ss. 234.
  13. I. Hofman (red.), Unia Lubelska – Unia Europejska, Wyd. UMCS, Lublin 2010, ss. 357.
  14. I. Hofman (red.), Wokół idei Jerzego Giedroycia, Wyd. UMCS, Lublin 2011, ss. 118.
  15. I. Hofman (red.), Studia nad dziennikarstwem, Wyd. UMCS, Lublin 2011, ss. 192.
  16. I. Hofman, W. Maguś (red.), Przez Kresy i historię po obrzeża polityki, Wyd. A. Marszałek, Toruń 2011, t. 1, ss. 558, t. 2, ss. 505.
  17. I. Hofman (red.), Marketing polityczny. Teoria i praktyka, Wyd. UMCS, Lublin 2011, ss. 112.
  18. I. Hofman, D. Kępa-Figura (red.), Współczesne media: kryzys w mediach, Wyd. UMCS, Lublin 2012, t. 1, ss. 261, t. 2, ss. 253.
  19. I. Hofman (red.), Ukraiński polonofil: pamięci Bohdana Osadczuka, Wyd. UMCS, Lublin 2012, ss. 301.
  20. I. Hofman, D. Kępa-Figura (red.), Współczesne media: język mediów, Wyd. UMCS, Lublin 2013, ss. 500.
  21. I. Hofman, J. Maguś (red.), Obraz współczesnej Ukrainy w mediach w Polsce, Wyd. UMCS, Lublin 2014, ss. 301.
  22. I. Hofman, D. Kępa-Figura (red.), Współczesne media: wartości mediów; Współczesne media: wartości w mediach, Wyd. UMCS, Lublin 2014, t. 1, ss. 287, t. 2, ss. 239.
  23. I. Hofman (red.), Journalist genres in contemporary mass media, Wyd. Verbum, Praga 2014, ss. 231.
  24. I. Hofman, J. Maguś (red.), Obraz współczesnej Ukrainy w mediach w Polsce, Wyd. UMCS, Lublin 2014, ss. 301.
  25. I. Hofman, D. Kępa-Figura (red.), Współczesne media. Medialny obraz świata, Wyd. UMCS, Lublin 2015, t. 1, ss. 316, t. 2, ss. 242.
  26. I. Hofman (red.), Jan Karski. Misja kompletna, Wyd. UMCS, Lublin 2015, ss. 276.
  27. I. Hofman (oprac. i posłowie) Wacław A. Zbyszewski „Zagubieni romantycy i inni”, Paryż-Kraków 2015, ss. 302.
  28. I. Hofman (red.), Rosyjski łącznik: rzecz o Jerzym Pomianowskim, Wyd. UMCS, Lublin 2016, ss. 432.
  29. I. Hofman, J. Maguś (red.), Obrazy Rosji i Rosjan w mediach,  Wyd. UMCS, Lublin 2016, ss. 359.
  30. I. Hofman, D. Kępa-Figura (red.), Współczesne media. Media informacyjne, Wyd. UMCS, Lublin 2016, t. 1, ss. 215, t. 2, ss. 341.
  31. I. Hofman (opracowanie), Jerzy Giedroyc-Leopold Unger. Korespondencja 1970-2000, Paryż-Kraków, 2016, ss. 455.
  32. I. Hofman, D. Kępa-Figura (red.), Współczesne media. Gatunki w mediach, Wyd. UMCS, Lublin 2017, t. 1, ss. 491, t. 2, ss. 323.
  33. I. Hofman (red.), "Kultura" i jej odbiór w Polsce, Toruń 2017, ss. 298.
  34. L. Unger, L’Aigle et le reste. Et le reste Vu de Bruxelles, (choix de textes et introduction par I. Hofman), Instytut Literacki Kultura, Fundacja Terytoria Książki, Paryż – Gdańsk 2017, pp. 400.
  35. I. Hofman, D. Kępa-Figura (red.), Współczesne media. Zagadnienie ogólne i teoretyczne. Multimodalność mediów drukowanych, Wyd. UMCS, Lublin 2018, t. I, ss. 186, Współczesne media. Multimodalność mediów elektronicznych, Wyd. UMCS, Lublin 2018, t. II, ss. 212.
  36. I. Hofman, E. Górka, J. Maguś, M. Pataj, Publicystyka Leopolda Ungera. W kierunku dziennikarstwa poważnego, Wyd. Adam Marszałek, Instytut Literacki „Kultura”, Toruń, Paryż 2018, ss. 326.
  37. I. Hofman (red.), Redaktor. 20 lat bez "Kultury", Wyd. UMCS, Lublin 2019, ss. 315.
  38. I. Hofman, D. Kępa-Figura (red.), Współczesne media. Problemy i metody badań nad mediami, Wyd. UMCS, Lublin 2019, t. I, ss. 287, t. II, ss. 315.
  39. R. Habielski, I. Hofman (oprac.), „Kultura". Teka redakcyjna nr 9/1969, Instytut Książki, Instytut Literacki „Kultura”, Pracownia Badań nad Instytutem Literackim w Paryżu, Kraków, Paryż, Lublin 2020, ss. 420.
  40. I. Hofman, D. Kępa-Figura (red.), Współczesne media. Przemoc w mediach, Wyd. UMCS, Lublin 2020, t. I, ss. 372, t. II, ss. 356.
  41. I. Hofman, Z. Kruszewski (red.), Społeczny ruch naukowy w procesie zmiany, Wyd. PAN, Warszawa 2021, ss. 223.
  42. I. Hofman, D. Kępa-Figura, Współczesne media. Współczesne dyskursy medialne, Wyd. UMCS, Lublin 2022, t. I, ss. 318, t. II, ss. 258.
  43. I. Hofman, wybór, opr., wstęp, Leopold Unger, Widziane z Brukseli, Wyd. ILK- PBIL, Paryż-Lublin, 2022, ss. 301.
  44. I. Hofman, Wyznania ukraińskeigo polonofila, Wyd. ILK-PBIL, Paryż-Lublin 2022, ss. 421.
  45. I. Hofman (red.), Komunikacja w nauce. Komunikowanie wiedzy. Rola towarzystw naukowych, Wyd. PAN, Warszawa 2023, ss. 136.
  46. I. Hofman, J. Błażejowski, A. Kansy, Społeczny wymiar działalności towarzystw naukowych, PAN, Warszawa 2023.
  47. I. Hofman, D. Kępa-Figura, M. Pataj (red.), Współczesne media. Dziennikarstwo jakościowe, Wyd. UMCS, Lublin 2023, t. 1, ss. 228, t. 2, ss. 194.
  48. I. Hofman, J. Maguś (red.), Polska publicystyka emigracyjna po 1945 roku, Wyd.UMCS, Lublin 2023, ss.285.
  49. I.Hofman, R.Alberski, M.Głowacki, M.Kuś (red.), Teoria i praktyka komunikacji społecznej, Wyd.UWr, Wrocław 2023.
  50. I.Hofman, D.Kępa-Figura,(red.), Wspolczesne meida. Dziennikarstwo w czasach kryzysu, Wyd.UMCS, Lublin 2024, t.1.ss.234, t.2, ss.221.
  51. I.Hofman, E.Górka (oprac.), Torańska i Kultura, Wyd.UMCS, Stowarzyszenie IL Kultura, Lublin, Paryż, 2024, ss.457.
  52. I.Hofman, A.Grzywacz, Z. Kruszewski, T.Majsterkiewicz, Rada Towarzystw Naukowych przy Prezydium Polskiej Akademii Nauk. Sześćdziesiąt lat aktywności społecznej, Wyd. PAN, Warszawa 2024, ss.164.

- Artykuły naukowe do 2003 roku

1. E. Gołębiowskiego widzenie historii, [w:] L. Ludorowski (red.), „Polska powieść historyczna XX w.”, Wyd. UMCS, Lublin 1990, s. 391–402.
2. „Pan Wołodyjowski” H. Sienkiewicza i „Skarb Watażki” W. Łozińskiego. Próba paraleli, [w:] L. Ludorowski (red.) „Polska powieść XIX i XX w.”, Wyd. UMCS, Lublin 1993, t. I, s. 75–85.
3. „I Niemcy też ludzie”. Wizerunki „Najeźdźców” Jana Dobraczyńskiego, [w:] L. Ludorowski (red.), „Druga wojna światowa w literaturze polskiej i obcej”, Wyd. UMCS, Lublin 1994, s. 87–98.
4. Kazimierskie fascynacje w życiu i twórczości Marii Kuncewiczowej, [w:] L. Ludorowski (red.), „O twórczości Marii Kuncewiczowej”, Wyd. UMCS, Lublin 1997, s. 153–174.
5. O heroinach „Pana Wołodyjowskiego” Henryka Sienkiewicza, [w:] L. i H. Ludorowscy (red.), „H. Sienkiewicz. Biografia-Twórczość-Recepcja”, Towarzystwo im. Henryka Sienkiewicza, Lublin 1998, s. 213–224.
6. Twórczość prozatorska pisarzy zrzeszonych w ZLP, [w:] „Z dziejów ruchu literackiego na Lubelszczyźnie”, Wyd. jubileuszowe ZLP Oddział w Lublinie 1998, s. 167–186.
7. Nowe prawdy czy nowe mity? O książkowych wywiadach politycznych. Rekonesans badawczy, [w:] M. Kosman (red.), „Kultura polityczna w Polsce. Mity i fakty”, Wyd. Nauk. INPiD UAM, Poznań 1999, t. II, s. 273–283.
8. Dzienniki premiera Mieczysława Rakowskiego. Odsłona pierwsza, „Zeszyty Naukowe Puławskiej Szkoły Wyższej”, 2000, nr 2, s. 135–141.
9. Kisiel o komunizmie, czyli próba zdefiniowania ustroju w „Dziennikach” Stefana Kisielewskiego, [w:] L. Ludorowski (red.), „Publicystyka – literatura”, Wyd. UMCS, Lublin 2000, s. 87–97.
10. Cechy westernowe w tetralogii Longina J. Okonia, [w:] L. Ludorowski (red.), „Publicystyka – literatura”, Wyd. UMCS, Lublin 2000, s. 241–250.
11. Jerzy Giedroyć i „Kultura”. Analiza stanu badań, [w:] B. Kosmanowa (red.), „Prasa dawna i współczesna”, Wyd. Nauk. INPiD UAM, Poznań 2000, cz. I s. 65–78.
12. Jerzy Giedroyć i „Kultura” o integracji europejskiej w latach 1989–1999, [w:] M. Marczewska-Rytko (red.), „Polska w systemie międzynarodowym w dobie integracji europejskiej”, Puławy 2001, s. 181–187.
13. „Krzyżacy 1410” J. I. Kraszewskiego a „Krzyżacy” H. Sienkiewicza, [w:] L. i H. Ludorowscy (red.), „W stulecie Krzyżaków Henryka Sienkiewicza”, KTN, Kielce 2000, s. 283–295.
14. Polska a jednocząca się Europa w publicystyce Juliusza Mieroszewskiego, [w:] M. Kosman (red.), „Kultura polityczna w Polsce. Wizje przyszłości”, Wyd. Nauk. INPiD UAM, Poznań 2000, s. 69–78.
15. Dzienniki S. Kisielewskiego i M. Brandysa jako źródło historyczne, [w:] „U schyłku tysiąclecia”, Wyd. Forum Naukowe, Poznań 2001, s. 77–101.
16. O książce Janusza Korka „Paradoksy paryskiej Kultury”, [w:] „Przeszłość – przyszłość”, Wyd. Forum Naukowe, Poznań 2001, s. 155–178.
17. Dylematy moralne Mieczysława F. Rakowskiego w „Dziennikach politycznych”, [w:] M. Szyszkowska, T. Kozłowski (red.), „Polityka a moralność”, Wyd. UW „Liber”, Warszawa 2001, s. 145–152.
18. „Notatki Redaktora”. Jerzy Giedroyć o „nowej” Polsce, [w:] „Aere Perennius”, Wyd. Forum Naukowe, Poznań 2001, s. 272–248.
19. Wielcy redaktorzy i ich dzieła: Giedroyć-Grydzewski, [w:] B. Kosmanowa (red.), „Prasa dawna i współczesna”, Wyd. Nauk. INPiD UAM, Poznań 2001, cz. II, s. 51–71.
20. „Kultura” paryska 1989–1999: problemy jednoczącej się Europy, „Przegląd Europejski” 2001 nr 1 (2), s. 262–274.
21. Wzór redaktora – model redakcji: „Tygodnik Powszechny”, „Polityka”, „Twórczość”, [w:] B. Kosmanowa (red.), „Prasa dawna i współczesna”, Wyd. Nauk. INPiD UAM, Poznań 2002, cz. III, s. 61–94.
22. Problematyka zjednoczonej Europy na łamach paryskiej „Kultury”, „Forum Naukowe”, 2001 nr 1 (13), s. 123–135.
23. Duchowe biografie intelektualistów. Na marginesie „Rozmów na koniec wieku”, „Forum Naukowe”, 2001 nr 1 (13), s. 311–317.
24. Stefana Kisielewskiego związki z „Kulturą”, „Forum Naukowe”, 2002 nr 2/15, s. 199–224.
25. Portret literacki J. Giedroycia – „Kultura” w anegdocie, [w:] M. Kosman (red.), „Na obrzeżach polityki”, Wyd. Nauk. INPiD UAM, Poznań 2002, cz. I, s. 67–96.
26. Kwintet solistów. O długoletnich redaktorach i ich pismach, [w:] M. Kosman (red.), „Na obrzeżach polityki”, Wyd. Nauk. INPiD UAM, Poznań 2002, cz. II, s. 69–77.
27. Ziemia, której już nie zobaczysz, [w:] M. Kosman (red.), „Na obrzeżach polityki”, Wyd. Nauk. INPiD UAM, Poznań 2002, cz. III. s. 115–128.
28. Od utopii do realizmu. O programie i recepcji paryskiej „Kultury”, [w:] M. Szyszkowska (red.), „Tolerancja”, Fundacja Uniwersytetu Warszawskiego, Warszawa 2003, s. 123–133.
29. Kroniki emigracyjne „Kultury”. Rekonesans badawczy, „Annales Universitatis Mariae Curie-Skłodowska, Sectio K. Politologia, Lublin 2002, vol. IX, s. 87–99.
30. Polska i Ukraina w publicystyce Bohdana Osadczuka, [w:] M. Kosman, B. Koszel (red.), „Europa w Polsce. Polska w Europie”, Wyd. Forum Naukowe, Poznań 2003, cz. 1, s. 125–153.
31. Trudna historia Kresów, „Forum Naukowe” 2003 nr 3/17, s. 177–238.
32. Poznański czerwiec z perspektywy „Kultury” Jerzego Giedroycia, [w:] J. Załubski (red.), „Z dziejów prasy wielkopolskiej”, t. V, Wyd. Nauk. INPiD UAM, Poznań 2003, s. 133–147.
33. Wokół tzw. sprawy Miłosza, [w:] B. Kosmanowa (red.), „Prasa dawna i współczesna”, cz. IV, Poznań 2003, s. 109–121.

- 2004

1. Litewskie wątki w życiu i programie Jerzego Giedroycia, „Polityka i Społeczeństwo” 2004 nr 1, s. 167–183.
2. Wspólna droga do Europy. Polska i Ukraina w publicystyce Bohdana Osadczuka, [w:] R. Fiedler (red.), „Integracja europejska na początku XXI wieku. Wybrane problemy”, Wyd. Nauk. INPiD UAM, Poznań 2004, s. 121–127.
3. Polska droga do Unii Europejskiej w świetle kampanii prasowej „Polityki”, B. Koszel (red.), „Europa w Polsce. Polska w Europie”. Poznań 2004, s. 187–214.
4. „Jesteśmy my i są oni”. Prasowy wizerunek Polski i Europy w kampanii przedakcesyjnej”, [w:] M. Kosman (red.), „Kultura polityczna w Polsce”, Wyd. Nauk. INPiD UAM, Poznań 2004, s. 238–250.
5. Kisiel bez debitu. O felietonach zdjętych przez cenzurę”, [w:] B. Kosmanowa (red.), „Prasa dawna i współczesna”, cz. V, UAM Poznań 2004, s. 75–85.
6. Humanizm kantowski i pozytywne nieprzystosowanie do świata jako alternatywa dla współczesnego człowieka, [w:] E. Łoch (red.), „Człowiek wobec wyzwań humanistycznych i cywilizacyjnych współczesnego świata”, Lublin 2004, Wyd. LTN, s. 99–112.
7. Problematyka wschodnich sąsiadów Polski na łamach „Zeszytów Historycznych”, „Forum Naukowe”. Prace Historyczno-Politologiczne, 2004 nr 4 (19), s. 187–212.
8. Bogumił Wojcieszak, „Andrzej Niegolewski (1787–1857) biografia polityczna” Poznań 2003 (rec.), „Poznański Rocznik Archiwalno-Historyczny”. Rocznik X/XI (2003/2004), Poznań 2004, s. 352–360.

- 2005
  1. Refleksje o świadomości narodowej Polaków w zjednoczonej Europie, „Cywilizacja i Polityka” 2005 nr 3, s. 117–131.
  2. Parisian Culture’s Views on Eastern Europe as a Factor in Contemporary Polish Foreign Policy, „Polish Political Science Yearbook” 2005, s. 77–83.
  3. Stosunki polsko-niemieckie w ocenie elity emigracyjnej po 1945 roku, M. Kosman (red.), „Kultura polityczna w Polsce”, t. V, Wyd. UAM, Poznań 2005, s. 317–328.
  4. „Ogłoszę się Litwinem”. O programie wschodnim paryskiej „Kultury”, [w:] T. Bujnicki, K. Stępnik (red.), „Ostatni obywatele Wielkiego Księstwa Litewskiego”, Lublin 2005, s. 177–186.

- 2006
  1. Litwa w programie wschodnim paryskiej „Kultury”, [w:] M. Kosman (red.) „Kultura polityczna w Polsce”, t. VI, Poznań 2006, s. 195–212.
  2. Sąsiedztwo Polski i Niemiec w publicystyce politycznej Juliusza Mieroszewskiego, „Przegląd Zachodni” 2006 nr 1 (318), s. 177–194.
  3. „Żywotność konserwatyzmu”. Uwagi polemiczne, „Studia Polityczne PAN” 2006 nr 18, s. 278–285.
  4. Political communication as the object of political science and journalistic studies. Introductory remarks. „Teka Komisji Politologii i Stosunków Międzynarodowych PAN”, Lublin 2006 nr 1, s. 107–114.
  5. Dziennikarstwo śledcze a standardy etyki zawodu, [w:] K. Wolny-Zmorzyński, M. Wrońska, W. Furman, „Między odpowiedzialnością a sensacją”, Rzeszów 2006, s. 79–87.

- 2007
  1. Jerzego Giedroycia i Jana Nowaka-Jeziorańskiego myślenie o nowej Polsce, „Studia Polityczne” 2007 nr 20, s. 181–203.
  2. Parisian „Kultura” and the Question of United Europe, „Polish Political Science Yearbook”, 2006 nr 35 (ukazało się w 2007), s. 84–96.
  3. W kręgu oddziaływania paryskiej „Kultury”, „Przegląd Politologiczny” 2006 nr 2, s. 151–160 (ukazało się w 2007).
  4. Rok Jerzego Giedroycia, „Przegląd Zachodni”, 2007 nr 4 (325), s. 187–194.
  5. Wojna w mediach i o media, cz. I, „Indeks” 2006 nr 7–8 (73–74), s. 39–42 (ukazało się w 2007).
  6. Polityczny wymiar wojny o media, cz. II, „Indeks” 2007 nr 1–2 (75–76), s. 34–37.
  7. Blogi polityczne – nowa formuła komunikatu i komentarza, [w:] B. Kosmanowa (red.) Media dawne i współczesne, t. II, Wyd. Nauk. INPiD UAM, Poznań 2007, s. 169–185.
  8. Kroniki emigracyjne w programie paryskiej „Kultury”, [w:] E. Polak, J. Leska-Ślęzak (red.), „Procesy migracyjne w kontekście przemian kulturowo-cywilizacyjnych”, Wyd. Bernardinum, Pelplin 2007, s. 93–100.
  9. Idea narodowa w publicystyce paryskiej „Kultury”, [w:] S. Stępień (red.), Ideologie, doktryny i ruchy narodowe, Wyd. UMCS, Lublin 2006, s. 503–513 (ukazało się w 2007).
  10. Polska, Niemcy, Europa. Cechy programu zachodniego paryskiej „Kultury”, [w:] Ł. Jasina, J. Kłoczowski, A. Gil (red.), „Aktualność przesłania paryskiej „Kultury” w dzisiejszej Europie”, Wyd. Instytutu Europy Środkowo-Wschodniej, Lublin 2007, s. 125–156.
  11. Stosunki polsko-niemieckie w programie politycznym „Kultury”, [w:] I. Hofman (red.), „Kultura” paryska. Twórcy, dzieło, recepcja”, Wyd. UMCS, Lublin 2007, s. 160–182.
  12. Czy IV władza staje się pierwszą?, [w:] T. Sasińska-Klas (red.), „Media w wyborach. Kampanie wyborcze. Media w polityce”, Wyd. A. Marszałek, Toruń 2007, s. 155–168.
  13. Eseje Adama Michnika, [w:] B. Kosmanowa (red.), „Media dawne i współczesne”, t. 1, Wyd. Nauk. INPiD UAM, Poznań 2006, s. 87–104.
  14. Polityczny wymiar wojny z mediami (o media) u progu IV RP, [w:] W. Piątkowska-Stepaniak, B. Nierenberg, „Wojna w mediach”, Wyd. Uniwersytetu Opolskiego, Opole 2007, s. 377–390.
  15. Wspomnienia Matyldy Sapieżyny: świat i ludzie nie wymyśleni, [w:] K. Stępnik (red.) „Sapiehowie epoki Kodnia i Krasiczyna”, Wyd. UMCS, Lublin 2007, s. 619–628 (ukazało się w 2008).

- 2008
  1. Perspektywy rozwoju czytelnictwa prasy on-line, [w:] K. Stępnik, M. Rajewski (red.), „Media Studies. Refleksje nad stanem obecnym”, Wyd. UMCS, Lublin 2008, s. 235–248.
  2. Z rozważań nad kulturą polityczną Europy Środkowej, [w:] M. Kosman (red.), „Na obrzeżach polityki”, cz. V, Wyd. Nauk. INPiD UAM, Poznań 2007, s. 13–19 (ukazało się w 2008).
  3. Manipulacja w komunikowaniu politycznym, [w:] J. Fras (red.), „Studia nad komunikowaniem politycznym”, t. III, Toruń 2007, s. 187–200 (ukazało się w 2008).
  4. Polska i jej sąsiedzi w programie edukacji narodowej Jerzego Giedroycia, [w:] P. Bering, G. Łukomski (red.), „Drogi i bezdroża komunikacji”, Wyd. Collegium Europaeum Gnesnense, Gniezno 2008, s. 206–223.
  5. Reporterska szkoła Mistrza, [w:] K. Wolny-Zmorzyński, W. Piątkowska-Stepaniak, i in. (red.), Ryszard Kapuściński. Portret dziennikarza i myśliciela”, Wyd. Uniwersytetu Opolskiego, Opole 2008, s. 59–68.
  6. Leopold Unger: biografia dziennikarza na tle historii rodzinnych, [w:] I. Goral, A. Gil, J. Kłoczowski (red.), „Ta pamięć w nas tkwi...”, Wyd. IEŚW, Lublin 2008, s. 177–184.
  7. Józef Czapski w paryskiej „Kulturze”, [w:] I. Goral, A. Gil, J. Kłoczowski (red.), „Ta pamięć w nas tkwi...”, Wyd. IEŚW, Lublin 2008, s. 167–175.
  8. Stanowisko Polski wobec wyborów prezydenckich na Ukrainie w 2004 roku a koncepcja wschodnia Jerzego Giedroycia, [w:] K. Hajder (red.), Współczesne wyzwania Unii Europejskiej w świetle polityki wschodniej, Wyd. Nauk. INPiD UAM, Poznań 2008, s. 173–183.
  9. Wolne czy upolitycznione media w projekcie „IV RP”, [w:] B. Kosmanowa (red.), „Media dawne i współczesne”, t. III, Wyd. Nauk. INPiD UAM, Poznań 2008, s. 83–92.

- 2009

1. The atributes of the fourth estate in the area of medial theories and politics, „Polish Political Science Yearbook” 2009/XXXVIII, s. 47–57.
2. Stanisław Swianiewicz jako działacz i publicysta społeczno-polityczny, [w:] V. Wejs-Milewska, E. Rogalewska (red.), „Paryż – Londyn – Monachium – Nowy Jork. Powrześniowa emigracja niepodległościowa na mapie kultury nie tylko polskiej”, Wyd. Uniwersytetu Białostockiego, Białystok 2009, s. 373–388.
3. Koncepcja państwa w myśli politycznej Jerzego Giedroycia, [w:] E. Maj, S. Michałowski, A. Wójcik (red.), „Idee – państwo – ludowcy”, Wyd. UMCS, Lublin 2009, s. 382–392.
4. Czy istnieje jeszcze informacja dziennikarska?, [w:] L. Dyczewski (red), „Jaka informacja?”, Lublin – Warszawa 2009, s. 13–23.
5. Juliusz Mieroszewski: między paryską „Kulturą” a RP RWE, [w:] M. Kosman (red.), „Na obrzeżach polityki”, Wyd. Nauk. WNPiD UAM, Poznań 2009, cz. VII, s. 207–224.
6. Rynek mediów w Polsce. Stan obecny. Próba oceny perspektyw rozwoju, [w:] B. Kosmanowa (red.), „Media dawne i współczesne”, Wyd. Nauk. WNPiD UAM, Poznań 2009, t. IV, s. 71–82.
7. Znaczenie kroniki litewskiej w koncepcji wschodniej Jerzego Giedroycia, [w:] W. K. Roman, J. Marszałek-Kawa (red.), „Stosunki polsko-litewskie wczoraj i dziś. Historia, kultura, polityka”, Wyd. A. Marszałek, Toruń 2009, s. 208–229.

- 2010

1. Myśl społeczno-polityczna Stanisława Swianiewicza, [w:] B. Gaziński (red.), „Stanisław Swianiewicz (1899–1997) – ekonomista, sowietolog, historyk”, Wyd. Uniwersytetu Warmińsko-Mazurskiego, Olsztyn 2010, s. 13–22.
2. Biografistyka jako źródło refleksji naukowej nad przywództwem politycznym, [w:] E. Nowak, D. Litwin-Lewandowska (red.), „Władza i przywództwo polityczne w demokracji”, Wyd. UMCS, Lublin 2010, s. 169–183.
3. Misyjność a prowincjonalizm mediów, „Studia Medioznawcze” 2010 nr 4 (43), s. 159–164.
4. „Nowy Dzień”, nieudany eksperyment Agory, [w:] I. Hofman, D. Kępa-Figura (red.), „Współczesne media, wolne media?”, Wyd. UMCS, Lublin 2010, t. 2, s. 87–100.
5. Wokół problemu świadomości narodowej Polaka – Europejczyka na progu XXI wieku, [w:] T. Wallas (red.), „Między historią, politologią a medioznawstwem”, Wyd. Nauk. WNPiD UAM, Poznań 2010, s. 327–334.
6. Archiwum Jerzego Giedroycia. Pierwsze spojrzenie, [w:] M. Kosman (red.), „Na obrzeżach polityki”, Wyd. Nauk. WNPiD UAM, Poznań 2010, cz. VIII, s. 133–146.
7. To słowo zostaje, to słowo oddziaływuje, [w:] I. Hofman, L. Unger (red.), „Teczki Giedroycia”, Wyd. UMCS, Lublin 2010, s. 19–32.
8. Koncepcje polityczne paryskiej „Kultury” a współczesny wymiar Unii Europejskiej, [w:] E. Nowak, R. Riedel (red.), „Polska i Europa Środkowa – demokratyzacja, konsolidacja, europeizacja”, Wyd. UMCS, Lublin 2010, s. 315–324.
9. Rynek mediów w Polsce w latach 1989–2009, [w:] K. Leszczyńska (red.), „Rzeczpospolita Polska 1989–2009. Wybrane zagadnienia”, Wyd. UMCS, Lublin 2010, s. 159–173.
10. Topos Innego w twórczości Ryszarda Kapuścińskiego, „Cywilizacja i polityka”, Zeszyt 8, Toruń 2010, s. 80–92.
11. Współczesne standardy i wyzwania zawodowe w opiniach dziennikarzy, [w:] B. Kosmanowa (red.), „Media dawne i współczesne”, t. V Wyd. Naukowe WNPiD UAM, Poznań 2010, s. 35–54.

- 2011
  1. „Myśl społeczno-ekonomiczna Stanisława Swianiewicza, [w:] B. Gaziński (red.), „Stanisław Swianiewicz, ekonomista, sowietolog, historyk idei”, Wyd. Instytut nauk Politycznych UWM, Olsztyn 2011, s. 23–32.
  2. Rynok sriedstw massowej informacji w Polsze w 1989–2009 godah, [w:] K. Leszczyńska (red.), „Riespublika Polsza 1989–2009. Izobrannyje probliemy”, Wyd. A. Marszałek, Toruń 2011, s. 183–200.
  3. Between mission and commerciality. Professional journalistic standards in the modern mass media market, „Polish Political Science Yearbook” 2011, s. 7–14.
  4. Rosja w myśli politycznej i publicystyce kręgu paryskiej „Kultury”, [w:] E. Kirwiel, E. Maj, E. Pogdajna (red.), „Obrazy Rosji i Rosjan w Polsce od końca XIX wieku do początku XXI stulecia”, Wyd. UMCS, Lublin 2011, s. 195–211.
  5. Między komercją a misją. Standardy zawodowe dziennikarzy a współczesny rynek mediów, [w:] I. Hofman (red.), „Studia na dziennikarstwem”, Wyd. UMCS, Lublin 2011, s. 63–74.
  6. Rok 1956 w narracji diariuszowej Andrzeja K. Wróblewskiego i Jana J. Lipskiego, [w:] I. Hofman (red.), „Przez Kresy i historię po obrzeża polityki”, Wyd. A. Marszałek, Toruń 2011, s. 216–232.
  7. Tematy polsko-ukraińskie Bohdana Osadczuka w paryskiej „Kulturze”, „Przegląd Politologiczny” 2011, nr 3, s. 185–194;
  8. W sprawie dziennikarstwa poważnego i mediów lokalnych, [w:] S. Gawroński (red.), „Studia dziennikarskie: uwarunkowania teraźniejszości, wyznania przyszłości”. Wyd. Konsorcjum Akademickie, Kraków, Rzeszów, Zamość 2011, s. 163–178.
  9. 10 lat bez Jerzego Giedroycia. Czy „program Kultury” jest nadal aktualny?, [w:] M. Kosman (red.) „Wielkie rocznice w dyskursie publicznym i pamięci społecznej”, Wyd. INPiD UAM, Poznań 2011, s. 241–264.
  10. Dziennikarstwo poważne a deprofesjnalizacja zawodu dziennikarza „Media dawne i współczesne”, Wyd. INPiD WAM, Poznań 2011 nr 1, s. 109–122.

- 2012

1. „Kultura” wobec problemu niemieckiego, [w:] M. Marczewska-Rytko, S. Stępień (red.), „Polska-Europa-Świat: prace politologiczne i historyczne: księga jubileuszowa ofiarowana profesorowi Edwardowi Olszewskiemu z okazji 70. rocznicy urodzin”, Wyd. UMCS, Lublin 2012, s. 325–344.
2. Stefan Kisielewski w „Kulturze”, „Studia Medioznawcze”, 2012 nr 3 (50), s. 81–96.
3. Półwiecze pracy naukowej Profesora Marcelego Kosmana, „Przegląd Zachodni” 2012 nr 1 (342), s. 303–306.
4. Serious Journalism – The Value In The Media On The Polish Example, „Communication Today” 2012 nr 3, s. 95–102.
5. Dzieło życia? Na marginesie dzienników Jarosława Iwaszkiewicza, [w:] B. Dziemidok-Olszewska, W. Sokół, T. Bichta,” W kręgu nauki o państwie, prawie i polityce: księga dedykowana profesorowi Markowi Żmigrodzkiemu, Wyd. Naukowe Innovation Wyższej Szkoły Ekonomii i Innowacji, Lublin 2012, s. 913–922.
6. Koncepcja wschodnia paryskiej „Kultury” po transformacji ustrojowej w Europie Wschodniej,” Rocznik Instytutu Europy Środkowo-Wschodniej”, 2012 z. 1, s. 9–23.
7. Edukacja narodowa Jerzego Giedroycia. Potrzeba racjonalizacji postaw Polaków wobec sąsiednich narodów „Przegląd Zachodni”, 2012 nr 3 (344), s. 107–121.

- 2013

1. Problem mniejszości narodowych w „Notatkach Redaktora” i archiwum Jerzego Giedroycia,” Rocznik Instytutu Europy Środkowo-Wschodniej”, 2013 z. 3, s. 93–114.
2. Wokół idei Jerzego Giedroycia. Na marginesie historiografii pisarzy kręgu „Kultury”, [w:] E. Maj, A. Dawidowicz, M. Wichmanowski (red.) „Sapientia animorum magistra est. Wartości w nauce – wartości w polityce. Księga Jubileuszowa ofiarowana Pani Profesor Alicji Wójcik z okazji 40. rocznicy pracy naukowej”, Wyd. UMCS, Lublin 2013, s. 387–406;
3. Paradygmaty nauki o mediach a działalność sekcji badawczych PTKS, [w:] Z. Kruszewski (red.), „Towarzystwa Naukowe w Polsce: dziedzictwo, kultura, nauka, trwanie, Wyd. PAN, Warszawa 2013, t. I, s. 198–212.

- 2014

1. Tytuł prasowy jako wartość (W:) I Hofman, D. Kępa-Figura (red), „Współczesne media. Wartości mediów”, Wyd. UMCS, Lublin 2014, s. 61–96.
2. „Kronika Ukraińska w koncepcji wschodniej „Kultury” (W:) I. Hofman, J. Maguś (red.), „Obraz współczesnej Ukrainy w mediach w Polsce”, Lublin 2014, s. 79–94.
3. „Wracam z Polski” Aleksandra Janty-Połczyńskiego jako reportaż i fakt społeczny, Studia Medioznawcze”, 2014 w 2 (57), s. 211–225.
4. „Figura Mistrza”. „Człowiek i historia. Rzecz o Jerzym Kłoczowskim”, Wyd. IEŚW, Lublin 2014, s. 113–116.
5. „Model redakcji i zarządzania na przykładzie Spółdzielni Pracy „Polityka”, „Zeszyty Prasoznawcze” 2014 w 3(219), t. 57, s. 472–492.
6. „Archiwum Leopolda Ungera” [w:] M. Kosman (red.) „Na obrzeżach polityki”, WNPiD UAM, Poznań 2014, cz. 10, s. 33–40.
7. „Umiędzynarodowienie uczelni-- jak to zrobić dobrze?”, „Nauka” 2014 nr 1/2005, s. 135–144.

- 2015

1. Kompas w życiu „ma walizkach”. Pomosty jako umiejętność porozumienia się w różnych przestrzeniach. [w:] J. Szomburg, P. Zbieranek (red.), „Jak budować pomosty między Polakami”, Wyd. Instytut Badań nad Gospodarką Rynkową, Gdańsk 2015, s. 35–40.
2. Multigenetyczność dziennikarstwa w nauce i dydaktyce, „Rocznik Nauk Społecznych KUL”, 2015 t. 7 (43) nr 3, s. 115–124.
3. List jako forma komunikacji politycznej, [w:] E. Maj (red.), „Myśl polityczna w dobie społeczeństwa informacyjnego”, Wyd. UMCS, Lublin 2015, s. 559–574.

- 2016

1. Nowe Dziennikarstwo. Próba rekonstrukcji modelu. Atheneum 49/2016, s. 68–77.
2. The Church in Poland in Jerzy Giedroyc’s Culture: A Review Article, „The Polish Review”, University of Illinois Press.
3. Wzmacniajmy wigor obywatelski, [w:] „Kompetencje przyszłości – jakich postaw i umiejętności potrzebujemy?” Po X Kongresie Obywatelskim, Gdańsk 2016, s. 49–52.
4. The New Journalism: an Attempt at the Model Reconstruction, Polish Political Science Yearbook 2016 (vol. 45) www.marszalek.com.pl/yearbook/issues/45html pp 391–398.
5. Przyszłość jako przedmiot refleksji w „Kulturze”, [w:] A. Kołakowski, A. Mencwel (red), „Wśród ludzi, rzeczy i znaków. Krzysztofowi Pomianowi w darze”. Wyd. UW, Warszawa 2016, s. 291–301.

- 2017

1. Historia, status i kierunki badań w nauce o mediach w Polsce, [w:] „Media. PL. Badania nad mediami w Polsce” (red.) G. Ptaszek, T. Bielecki http:/libron.pl/katalog/czytaj/id/234; Wyd. Libron, Kraków 2016, s. 20–36.
2. Czasopisma towarzystw medioznawczych w ujęciu metodologicznym, [w:] A. Kansy (red.), „Czasopisma towarzystw naukowych w Polsce”, Wyd. PAN, Warszawa 2017, t. 1, s. 15–24.
3. O kościele poważnie. „O religii bez namaszczenia” (w.) M. Kosman (red.), „Na obrzeżach polityki”, WNPiDUAM, Poznań 2017, cz. 11, s. 153–161.
4. Status dyscypliny nauki o mediach. Konieczna zmiana, [w:] A. Adamski, S. Gawroński, M. Szewczyk (red.), „Nauka o mediach i komunikacji społecznej. Krystalizacja dyscypliny w Polsce”, Oficyna Wydawnicza ASPRA, Warszawa 2017, s. 41–54.
5. Stan badań recepcji „Kultury”. Bilans otwarcia, [w:] I. Hofman (red.), „Kultura i jej odbiór w Polsce”, Instytut Literacki „Kultura”, Wyd. A. Marszałek, Paryż, Toruń 2017, s. 9–21.
6. Dziennikarstwo poważne w wydaniu księdza Adama Bonieckiego, „Zeszyty Prasoznawcze” 2017, nr 4 (232), s. 743–759.

- 2018

1. „Kultura w programie edukacji narodowej Jerzego Giedroycia” (w) A. Stelmach, M. Lorenc, M. Łukaszewski (red.), „Kultura polityczna. W poszukiwaniu nowego paradygmatu”, WNPiD UAM, Poznań 2018, s. 91–102.
2. „Wartość rozmowy. Wartość w rozmowie”, Akcent, 2018 nr 2 (152), s. 131–135.
3. „Listy Jerzego Giedroycia i Leopolda Ungera”, [w:] K. Leszczyńska (red.), „W kręgu historii, politologii i emigracji”, Księga poświęcona pamięci Profesora Edwarda Olszewskiego. Wyd. A. Marszałek, Toruń 2018, s. 253–266.
4. Józef Czapski i „Kultura” paryska, [w:] I. Borkowski, A. Lewicki, P. Urbanek (red.) „Jestem kulturowym mieszańcem i to mi się podoba”. Wyd. Libron, Wrocław 2018, s. 75–100.
5. Teologia środków społecznego przekazu a paradygmat nauki o mediach, [w:] J. Olędzki (red.) Teologia środków społecznego przekazu w naukach o mediach. Wyd. Nauk. UKSW, Warszawa 2018, s. 195–206.
6. Media w warunkach kryzysu demokracji liberalnej, [w:] K.A. Wojtaszczyk, P. Stawar, J. Wiśniewska-Grzelak, „Zmierzch demokracji liberalnej”, Wyd. ASPRA-JR, Warszawa 2018, s. 253–270.
7. Etyczny wymiar dziennikarstwa poważnego, [w:] B. Czechowska-Derkacz, D. Chomik, J. Wojsław (red.) „Media-Biznes-Kultura”, t. I, „Media w procesie zmian – etyka i komunikacja”, Wyd. UG, Gdańsk 2018, s. 37–58.

- 2019

1. I. Hofman, M. Pataj Dydaktyka dziennikarska w Polsce 1989 roku (w.) K. Wolny-Zmorzyński, K. Konarska (red.), Klinika dziennikarstwa – profilaktyka i edukacja, Wyd. UWr, Wrocław 2019, s. 59–80.
2. Aktualnost swidnich koncepcij Jerzi Giedroycja, [w:] W. Baluk, M. Doraszko (red.), „Stosunki Polsko-ukraińskie w warunkach hybrydowych zagrożeń bezpieczeństwa” 2019, t. 6, nr 4, s. 441–543.
3. Literatura i literackość. Gustaw Herling-Grudziński w „Kulturze”, [w:] Z. Kudelski (red.) Świadectwo-Mit-Tajemnica. O Gustawie Herlingu-Grudzińskim, NCK, Warszawa 2019, s. 145–162.
4. Strategii informirowanja o żurnalistskich nagradach i stipiendijach w Polsze (1989–2018 gg), „Miedialingwistyka” 2019, t. 6, nr 4, s. 441–543.
5. Dialog w komunikacji międzynarodowej. Przypadek „Kultury”, [w:] E. K??, E. Maj, E. Kirwiel, M. Wichmanowski, „Myśl polityczna – demokracja – wolność”, Wyd. UMCS, Lublin 2019, s. 583–600.
6. Rola towarzystw naukowych w kształtowaniu społeczeństwa obywatelskiego, [w:] A.Gulczyński, Z.Kruszewski (red.), „Rola towarzystw naukowych w rozwoju świadomości obywatelskiej i kulturowej”, Wyd.PTPN, Poznań 2019, s. 37–44.

- 2020

1. Paradygmaty nowej dyscypliny, „Studia Medioznawcze” 2020 nr 4 (79), s. 308–317.
2. „Redaktor”, [w:] I. Hofman, „Redaktor. 20 lat bez Kultury”, Wyd. UMCS, Lublin 2020, s. 9–16.
3. „Teka redakcyjna” (W:) R. Habielski, I. Hofman (oprac.), „Kultura: Teka redakcyjna nr 9/1969”, Instytut Książki, Instytut Literacki „Kultura”, Pracownia Badań nad Instytutem Literackim w Paryżu, Kraków, Paryż, Lublin, s. 8–16.
4. Litwa i Ukraina w programie Jerzego Giedroycia, [w:] M. Kosman (red.) „Na obrzeżach polityki”, WNWNPiD UAM, Poznań 2020,cz.12, s. 7–2.

- 2021 1. O obrazach Józefa Czapskiego, [w:] M. Pataj, E. Pawlak-Hejno, Komunikowanie polityk(i) w literaturze i mediach, Wyd. UMCS, Lublin 2021, s. 53-78. 2. Kultura w programach Jerzego Giedroycia, "Roczniki Nauk Społecznych KUL", tom 13 (49) nr 1 (2021), s. 11-29. 3. Patriotyzm w publicystyce Kultury i postawie Jerzego Giedroycia, [w:] M. Kawka, W. Prażuch, P. Płaneta (red.), Medialne i transmedialne procesy narracyjne w identyfiakcji postaw patriotycznych Polaków, Wyd. Libron, Kraków 2021, s. 115-136. 4. Znaczenie kronik emigracyjnych w programie Kultury, [w:] A. Stelmach, B. Secler (red.), Na drogach i bezdrożach historii, politologii i kultury politycznej. Marcelemu Kosmanowi przyjaciele i uczniowie, WNWNPiD UAM, Poznań 2021, s. 129-138. 5. Kierunki badań spuścizny Jerzego Giedroycia w perspektywie interdyscyplinarnej, "Res Historica" 52/2021, s. 588-605. 6. Circles, networks and relations of Jerzy Giedroyc and Kultura, "Polish Political Science Yearbook" 2021 nr 4, s. 193-204. 7. Dialog w komunikacji miedzykulturowej, [w:] K. Leśniewski, B. Widmann (red.), W poszukiwaniu tego, co łączy, Wyd. KUL, Lublin 2021, s. 211-216. 8. Społeczny ruch naukowy w Polsce w polityce naukowej państwa, [w:] I. Hofman, Z. Kruszewski (red.), Społeczny ruch naukowy w procesie zmiany, Wyd. PAN, Warszawa 2021, s. 9-20.
- 2022 1. I. Hofman, Archiwalia z kręgu „Kultury” w zbiorach Pracowni Badań nad Instytutem Literackim w Paryżu, [w:] Archiwalne źródła badań filologicznych. Studia, A. Janicka, K. Jaworska, D. Platt, D. Prola, V. Wejs-Milewska (red.), Wydawnictwo Episteme, Lublin 2022, s. 277-292.  2. I. Hofman, Korespondencja Jerzego Giedroycia i kobiet z kręgu „Kultury, [w:] Archiwalne źródła badań filologicznych. Studia, A. Janicka, K. Jaworska, D. Platt, D. Prola, V. Wejs-Milewska (red.), Wydawnictwo Episteme, Lublin 2022, s. 601-612.  3. I. Hofman, Na końcu czego leży Ukraina?, „Akcent” 1 (171)/2022, s. 131-135.  4. Portret wielowymiarowy (i migotliwy), [w:] A. Szwed-Walczak, Ł. Jędrzejski, K. Mazurek (red.), Myśl polityczna, biografistyka, komunikowanie. Księga pamiątkowa dedykowana prof. dr hab. Ewie Maj z okazji jubileuszu pracy naukowej, Wyd. UMCS, Lublin 2022, s. 521-532.  5. Wartości demokratyczne w programie paryskiej Kultury, [w:] A. Jaskiernia, K. Gajlewicz-Korab, M. Głowacki, M. Łoszewska-Ołowska, Ł. Szurmiński (red.), Media a wartości demokratyczne. Księga Jubileuszowa dedykowana Profesorowi Januszowi Adamowskiemu, Wyd. Nauk. i Eduk. SBP, Warszawa 2022, s. 163-170.  6. Kręgi, sieci, relacje w funkcjonowaniu Kultury, [w:] J. Nowak, L. Pokrzycka (red.), Wokół historii (i) komunikacji, Wyd. UMCS, Lublin 2022, s. 257-280.
- 2023  1. I.Hofman,Miejsce kultury w programach Jerzego Giedroycia, Rocznik Historii Prasy Polskiej, t.XXVI, 2023, z.4/72, s.140-159.  2. I.Hofman,Mój Wiesław Myśliwski, [w:] Teorie i praktyki komunikacji, A. Barańska-Szmitko, A. Filipczak-Białkowska (red.), Wyd. UŁ, Łódź 2023, s. 559-569.  3. I.Hofman, Systemowe dziury, ciągłe zmiany [w:] M.Nowak, R. Rakoczy (red.), Nauka polska. Szanse, bariery i wyzwania, Wyd.Scholar, warszawa 2023, s.225-240.  4. I. Hofman, Komunikacja naukowa i popularyzacja wiedzy jako społeczne zobowiązanie towarzystw naukowych, [w:] I. Hofman, J. Błażejowski, A. Kansy, Społeczny wymiar działalności towarzystw naukowych, PAN, Warszawa 2023, s. 15-20.  5. I. Hofman, Le journalisme de Leopold Unger dans la revue Kultura, A. Bernhardt, A. Ciesielska-Ribard, I. Pugacewicz, Penser la démocratie et agir en exil. Les leçons de Jerzy Giedroyc et de Kultura, 1947-2000, Lettres Sorbonne Universite, Paryż 2023, s. 257-280.  6. I. Hofman, Problem mniejszości narodowych w programach Jerzego Giedroycia, [w:] E. Godlewska, M. Lesińska-Staszczuk, M. Michalczuk-Wlizło (red.), Państwo – Prawa człowieka – Mniejszości narodowe. Monografia dedykowana Profesorowi Grzegorzowi Januszowi, Wyd. UMCS, Lublin 2023, s. 803-812.
- 2024  1. I. Hofman, M. Łosiewicz, O.Dąbrowsk- Cendrowska, J.Woźniak - Kasperek, H.Kukliński, Nauki o komunikacji społecznej i mediach. Raport Komitetu Nauk o Komunikacji Społecznej i Mediach PAN, "Przegląd Biblioteczny", r.92,z.1, Warszawa 2024, s.3-23.

- Recenzje, sprawozdania, inne do 2003 roku

1. „Pan Wołodyjowski” – historia i literatura niepodległości, „Biuletyn LTN” 1989, nr 1–2, s. 59–61.
2. Integracja europejska na konferencji w Puławach 25–26 maja 2000, „Przegląd Politologiczny”, Wyd. Nauk. INPiD UAM, Poznań 2000, nr 1–2, s. 255–257.
3. Andrzej S. Kowalczyk, „Giedroyć i Kultura”, „Przegląd Zachodni” 2002 nr 1 (302), s. 243–244.
4. Zeszyty Naukowe Puławskiej Szkoły Wyższej nr 1, 2, „Przegląd Politologiczny” 2001, nr 3–4, s. 157–162.
5. W kręgu Giedroycia, „Zeszyty Naukowe Puławskiej Szkoły Wyższej”, nr 3/2001, s. 305–308.
6. Rola książki w integracji ziem polski w XIX w., „Przegląd Politologiczny” 2001, nr 3–4, s. 160–162.
7. J. Giedroyć, M. Wańkowicz, Korespondencji Jerzego Giedroycia ciąg dalszy, „Kurier Lubelski” 13 VIII 2001, nr 188, s. 11.
8. K. Robakowski, „Przeszłość odległa i bliska”, „Przegląd Zachodni” 2001 nr 2 (299), s. 208–209.
9. Kisiel a „Kultura”, „Życie Uniwersyteckie UAM” 2001 nr 11/12, s. 33.
10. Spotkanie z senatorem http://sokrates.umcs.lublin.pl/~ptnp, „Wiadomości Uniwersyteckie”, UMCS 2002, nr 3, s. 13.
11. W domu „Kultury”, Życie Uniwersyteckie”, UAM 2002 nr 2 (106), s. 20.
12. „Jeszcze raz o przełomie wieków”, „Humaniora”, Fundacja dla Humanistyki, Poznań 2002 biuletyn nr 14, s. 61–62.
13. „Jerzy Giedroyć. Redaktor, Polityk, Człowiek”, „Forum Naukowe”, 2001 nr 1 (13), s. 336–341.
14. Z pobytu w Maisons-Laffitte, „Forum Naukowe” 2002 nr 2 (15), s. 293–298.
15. Pięćdziesiąt lat dziennikarstwa. O książce L. Ungera, „Przegląd Zachodni” 2002 nr 3 (304), s. 204–207.
16. Listy Nowaka-Jeziorańskiego i Giedroycia, „Studia Medioznawcze” 2002 nr 2 (7), s. 178–180.
17. „Polska nas zainfekowała”, „Forum Naukowe” 2002 nr 2/15, s. 329–331.
18. Z rozważań nad kulturą polityczną”, „Studia Medioznawcze” 2002 nr 5, (10), s. 137–140.
19. Ż. Polowczyk, „Media polskie w internecie”, „Przegląd Politologiczny” 2002 nr 4, s. 107–109.
20. J. Załubski, „Media bez tajemnic”, „Przegląd Politologiczny” 2002 nr 4, s. 111–115.
21. B. Kosmanowa, „Dziennikarz i pisarz polityczny. Z badań nad twórczością Józefa I. Kraszewskiego”, „Przegląd Politologiczny” 2002 nr 4, s. 109–111.
22. Głos w dyskusji, [w:] „Polska kultura jako atut w integracji europejskiej”. Materiały z konferencji zorganizowanej przez Komisję Kultury i Środków Przekazu pod patronatem Marszałka Senatu RP prof. Longina Pastusiaka 13 maja 2003 r., Kancelaria Senatu, Warszawa 2003, s. 64–66.
23. „Powrót filozofii prawa” (rec.), „Zeszyty Naukowe Puławskiej Szkoły Wyższej” 2002 nr 4, s. 237–239.
24. Księgi jubileuszowe WSZiB w Poznaniu (rec.), „Zeszyty Naukowe Puławskiej Szkoły Wyższej” 2002 nr 4, s. 241–244.
25. „Prasa dawna i współczesna” (rec.), „Annales” UMCS, 2003 Sectio K. Politologia, vol. X, s. 187–189.
26. I. Chruślińska, „Była raz Kultura”. Rozmowy z Zofią Hertz (rec.), „Przegląd Politologiczny” 2003 nr 2, s. 149–150.
27. L. Szaruga, „Przestrzeń spotkania”. Eseje o Kulturze paryskiej (rec.), „Przegląd Politologiczny” 2003 nr 2, s. 115–117.
28. Z okazji jubileuszu Profesor Bogumiły Kosmanowej, „Przegląd Politologiczny” 2003 nr 3, s. 129–130.
29. Ważna antologia, „Przegląd Politologiczny” 2003 nr 3, s. 126–128.
30. Dziennikarze w Peerelu, „Przegląd Politologiczny” 2003 nr 4, s. 120–122.

- 2004
  1. Związki Polski z Litwą. Historia i współczesność, „Zapiski Historyczne”, t. LXIX, Toruń 2004, s. 200–201.
  2. Marceli Kosman, „Wojciech Jaruzelski wobec wyzwań swoich czasów. O kulturze politycznej w Polsce przełomu tysiącleci (rec.), „Polityka i Społeczeństwo” 2004 nr 1, s. 275–277.
  3. „Od polityki do politologii”, „Kultura i edukacja”, 2004/3, s. 98–102.
  4. From Politics to Political Studies. A new book by Professor Czesław Mojsiewicz, „Polish Political Science Yearbook” 2004, s. 179–182.
  5. Nowa książka profesora Czesława Mojsiewicza „Od polityki do politologii”, „Athenaeum. Political Science”, 2004 nr 13, s. 208–210.
  6. O kulturze politycznej w Poznaniu, „Athenaeum. Political Science”, 2004 nr 13, s. 193–195.
  7. Poznań. Discussion on Political Culture, „Polish Political Science Yearbook” 2004, s. 169–171.
  8. Karol Modzelewski, „Życiodajny impuls chuligaństwa” (rec.), „Cywilizacja i polityka”, Uniwersytet Gdański, Wydz. Nauk. Społ. Instytut Politologii, 2004 nr 2, s. 299–300.
  9. Adam Bujak, Czesław Miłosz, „Serce Litwy”, Tomasz Venclova, „Wilno” (rec.), „Cywilizacja i polityka”, Uniwersytet Gdański, Wydz. Nauk Społ. Instytut Politologii 2004 nr 2, s. 287–289.

- 2005
  1. „King i Królik”. Korespondencja Zofii i Melchiora Wańkowiczów”, „Studia Medioznawcze”, 2005 nr 3 (22), s. 180–183.
  2. Bogumiła Berdychowska, J. Giedroyć, Emigracja ukraińska, „Listy 1950–1982”, „Studia Medioznawcze” 2005 nr 2 (21), s. 178–181.
  3. Bibliografia publikacji sienkiewiczowskich Marcelego Kosmana za lata 1964–2005, [w:] L. Ludorowski (red.), „Sienkiewiczowskie fascynacje Marcelego Kosmana”. Księga jubileuszowa, Lublin 2005, s. 134–139.
  4. Adam Michnik, „Traktat o osobistych autorytetach” (rec.), „Przegląd Zachodni” 2005 nr 2 (315), s. 244–247.
  5. Jadwiga Staniszkis, „Zwierzę niepolityczne” (rec.), „Przegląd Zachodni”, 2005 nr 1 (314), s. 193–196.
  6. M. Kosman „Polska-Litwa z odległej i bliższej przeszłości”, „Annales Universitatis Mariae Curie-Skłodowska” 2005, vol. XII, s. 174–175.
  7. P. Wandycz, „Cena Wolności. Historia Europy Środkowo-wschodniej od średniowiecza do współczesności”. Annales Universitatis Mariae Curie-Skłodowska 2005, vol., XII, s. 175–177.
  8. Wyróżnienie dla Profesora Marcelego Kosmana, „Przegląd Politologiczny” 2005 nr 4, s. 143–144.
  9. „Spełniona biografia polityczna”, „Przegląd Politologiczny” 2005 nr 3, s. 135–141.
  10. M. Ostrowski, „Co nas obchodzi świat, ściągawka na czas chaosu”, „Przegląd Politologiczny” 2005 nr 4, s. 130–132.

- 2006
  1. Michał Kosman, „Zjednoczone Niemcy w procesie integracji europejskiej (1990–2002)” (rec.), „Athenaeum Political Science” 2006 nr 14–15, s. 293–295.
  2. M. Kosman, „Kultura polityczna w Polsce”, t. IV (rec.), „Athenaeum. Political Science” 2006 nr 14–15, s. 295–300.
  3. Wstęp, [w:] J. Załubski, „Media i medioznawstwo”, Toruń 2006, s. 5–10.
  4. A. Hall, „Jaka Polska”, „Przegląd Zachodni” 2006 nr 3, s. 239–241.
  5. J. Załubski, „Prasa wielkopolska II połowy XX wieku”, „Studia Medioznawcze” 2006 nr 3 (26), s. 174–179.

- 2007

1. J. Pomianowski, Rosyjski syndrom (rec.), „Annales Universitatis Mariae Curie-Skłodowska”, 2006 vol. XIII, s. 152–155 (ukazało się w 2007).
2. M. Kosman, United Germany and the Process of European Integration (1990–2002)” (rec.), „Polish Political Science Yearbook” 2006, s. 183–185 (ukazało się w 2007 r.).
3. K. W. Tatarowski, Literatura i pisarze w programie R. P. Radio Wolna Europa (rec.), „Studia Medioznawcze” 2007 nr 1 (28), s. 133–137.
4. Wiele twarzy Ukrainy. Rozmowy I. Chruślińskiej i P. Tymy (rec.), „Przegląd Politologiczny” 2006 nr 3, s. 154–157 (ukazało się w 2007).
5. Kresy zachodnie i wschodnie w pracach Rządu RP na uchodźstwie 1939–1945 (rec.), „Zapiski Historyczne” 2007 LXXII, z. 2–3, s. 270–272.
6. Sprawozdanie z Jubileuszu Profesora Andrzeja Chodubskiego, „Cywilizacja i Polityka” 2007 nr 5, s. 46–48.
7. J. Giedroyc, W. Gombrowicz, „Listy 1950–1969”, „Studia Medioznawcze”, 2007 nr 4 (14), s. 167–170.

- 2009
  1. Redaktor i poeta: korespondencja, „Dziennik kultury”, dodatek „Nowego Dziennika”, 8 V 2009, s. 11.
  2. List na setny numer „Indeksu”, „Indeks” 2009 nr 5–6 (99–100), s. 14–15.
  3. „Jerzy Giedroyc” w odsłonach Magdaleny Grochowskiej, „Indeks” 2009 nr 7–8 (101–102), s. 82–84.

- 2010
  1. Henryk Giedroyc (1922–2010), „Przegląd Polski”, 9 IV 2010, s. 1.
  2. Media na rynku, „Indeks” 2010 nr 3–4 (107–108), s. 46–47.
  3. The Attributes of the Fourth Estate, „International Political Science Abstracts, Sage, New York

- 2011
  1. Wstęp, [w:] I. Hofman, W. Maguś (red.), „Przez Kresy i historię po obrzeża polityki”, Wyd. A. Marszałek, Toruń 2011, t. I, s. 9–10, t. II, s. 12.
  2. Laudatio, [w:] „Jerzy Pomianowski, Doktor honoris causa UMCS”, Wyd. UMCS, Lublin 2011, s. 11–15.
  3. Laudatio profiessoru Jerzi Pomianowskomu, „Nowaja Polsza” 2011, nr 11(135), s. 79–80.
  4. Szczebrzeszyn: przeżywanie literatury / siebie, „Akcent” 2015 nr 4(142), s. 151–156.

- 2012

1. Paustagoddzja naukowaj pracy profiesora Marcela Kosmana, „Belarusian historical review”, Mińsk 2012, s. 1–2/36–37/t.19

- 2013

1. „Listy z Wyspy” Juliusza Mieroszewskiego, „Akcent” 2013 nr 132, s. 107–112.

- 2015

1. rec. Magdalena Ślawska, „Formy dialogu w gatunkach prasowych”, Studia Medioznawcze 2015, 4(63), s. 135–137.
2. Rec. Michał Folega „Życie na świat otwarte: Aleksander Janta-Połczyński”, „Przegląd Zachodni” 2015 w 3(356), s. 279–282.
3. Szczebrzeszyn: przeżywanie literatury/siebie, „Akcent” 2015 nr 4(142), s. 151–156.

- 2016

1. rec. Arcybiskup Józef Życiński, Kościół, Lublin. Alfred Wierzbicki „Szeroko otwierał drzwi Kościoła”, „Akcent” 2016 nr 3 (145) s. 103–107.
2. Posłowie (w) M. Kosman „Na tropach bohaterów Trylogii”, Wyd. b.d., Poznań 2016, s. 425–430.

- 2017

1. Czytanie po latach, rec. Józef Czapski „Traumy i widma”, Akcent 2017 nr 4 (150), s. 233–237.

- 2018

1. „Złoty pierścionek w Szczebrzeszynie”, „Akcent” nr 1 (151), 2018, s. 174–179.

- 2019

1. „Niepodległa”, „Akcent” 2019 nr 3 (157), s. 189–192.
2. „Ważna książka o Zygmuncie Haupcie”, „Akcent” 2019 nr 4 (158), s. 106–111.

- 2020

1. „Antologia Czapskiego”, „Akcent” 2020 nr 1(159), s. 109–111.
2. „Portret wielokrotny i (migotliwy) „, „Akcent” 2020 nr 4, s. 121–129.
3. I.Hofman, K.Burno – Kaliszuk, S.Skotnicka (oprac.), „Przyszłość towarzystw naukowych w świetle postanowień Ustawy Prawo o Szkolnictwie Wyższym i Nauce”, PAN, Warszawa 2020, s. 74.

## Zainteresowania
Interesuje się muzyką klasyczną, kinem i teatrem.